# Passo Banihāl
Il passo Banihāl è un passo situato sui monti Pīr Panjāl, nel settore sotto amministrazione indiana dello stato del Jammu e Kashmir, nella parte settentrionale del subcontinente indiano. Il Banihāl - un termine che in lingua kashmīrī significa «bufera di neve» - giace a 2832 m di altitudine nel distretto di Doda. Costituisce la principale via di accesso tra la valle del Kashmir e le pianure indiane. La strada Jammu-Srīnagar giunge al passo attraverso il tunnel di Jawahar, occasionalmente bloccato dalla neve durante l'inverno. In passato le merci attraversavano il passo portate in spalla da facchini che effettuavano il percorso in un giorno.